# Рябоконь, Владимир Иванович
Владимир Иванович Рябоконь (1898 — 10 февраля 1938) — советский партийный и государственный деятель.

## Биография
Родился в Двуличанской волости, хутор Плескачевка Купянского уезда Харьковской губернии в  семье акцизного чиновника. 
Окончил двухклассную земскую школу в слободе Двуречное Купянского уезда (1910), двухклассную школу в с. Бурлук Купянского уезда (1912), два курса Коммунистического ун-та им. Свердлова (1925),  один курс историко-парт. отделения ИКП в Москве (1932).
С 14 лет работал в Вязьме на заводе сначала учеником контролера, затем контролером при испытании винтовочных пружин. Член РСДРП(б) с июля 1917 г.
В 1919 г. — секретарь Вяземского уездного комитета РКП(б). С ноября 1919 по июль 1921 г. — зав. отделом по работе в деревне и агитационно-пропагандистским отделом Смоленского губкома партии. В январе 1921 на партийной конференции был избран ответственным секретарем губкома, но взял самоотвод.
С 5 ноября 1921 по 8 марта 1922 ответственный секретарь Смоленского губернского комитета РКП(б) (был одним из самых молодых руководителей губернских парторганизаций).
С января 1925 по ноябрь 1926 ответственный секретарь Семипалатинского губкома РКП(б).
Делегат IX Всероссийского съезда Советов (1922).
Делегат XIV съезда ВКП(б) (1925) от Семипалатинской парторганизации. Делегат XVI партконференции (апрель 1929) — зам. зав отделом ЦК ВКП(б).
С 1933 2-й секретарь Северо-Кавказского крайкома. В январе-июне 1937 г. первый секретарь Орджоникидзевского крайкома ВКП(б).
Делегат XVII съезда ВКП(б) (1934) от Азово-Черноморской парторганизации.
14 июня 1937 г. арестован, 10 февраля 1938 г. расстрелян. Место захоронения — Московская обл., Коммунарка. Реабилитирован в декабре 1954 г.